# 茂内駅
茂内駅（しげないえき）は、かつて秋田県大館市雪沢字茂内にあった小坂製錬小坂線の貨物駅（廃駅）である。2014年（平成26年）4月以降大館市の所有になる。

## 概要
貨物駅であったが当駅で取り扱う貨物は存在せず、閉塞区間の境界となる信号場としてのみ機能し、日本国内でも希少な通過中のタブレット授受が行われていた。また当駅と小坂駅との間は急勾配があり、上り列車に連結される補助機関車を解放する駅にもなっていた。そのほか、日本で最後まで腕木式の通過信号機が現役で使われていた。
かつては旅客営業も行っており、その名残で島式ホーム1面2線と単式ホーム1面1線が残っていた。

## 歴史
- 1908年（明治41年）9月15日：藤田組（DOWAホールディングスの前身）が小坂鉱山専用鉄道を開設。小坂に至る本線と二ツ屋（後の長木沢）に至る支線の分岐点として北秋田郡長木村に設置。
- 1909年（明治42年）5月7日：専用鉄道を改修し、小坂鉄道として一般営業開始。当駅開業。
- 1951年（昭和26年）4月5日：長木沢支線廃止。
- 1994年（平成6年）10月1日：旅客営業廃止。
- 2008年（平成20年）4月1日：営業休止。
- 2009年（平成21年）4月1日：廃止。
- 2014年（平成26年）4月1日：小坂製錬所有の駅舎およびDOWAメタルマイン所有のレールおよびレールの敷地が大館市に無償譲渡される。[1]

## 隣の駅
小坂製錬
小坂線
深沢駅 - 茂内駅 - 篭谷駅

### 過去に接続していた路線
小坂鉄道
小坂線長木沢支線（1951年廃止）
茂内駅 - 長木沢駅